# Кривякинский сельсовет
Кривякинский сельсовет — упразднённая административно-территориальная единица, существовавшая на территории Московской губернии и Московской области до 1934 года. Административный центр — деревня Кривякино. Ныне территория сельсовета в черте города Воскресенск.

## История
Кривякинский сельсовет был образован в первые годы советской власти. По данным 1918 года он входил в состав Колыберовской волости Коломенского уезда Московской губернии.
В 1922 году Кривякинский с/с был присоединён к Федотовскому с/с, но уже 25 октября 1925 года вновь выделен из его состава.
По данным 1926 года в состав сельсовета входили деревня Кривякино, больница имени Когана, ветеринарная лечебница, кирпичный завод и хутор молочно-хозяйственной школы.
В 1929 году Кривякинский с/с был отнесён к Воскресенскому району Коломенского округа Московской области.
7 января 1934 года Кривякинский с/с был упразднён, а его территория включена в состав новообразованного рабочего посёлка Воскресенский.